# Saffloz
Saffloz é uma comuna francesa na região administrativa de Borgonha-Franco-Condado, no departamento de Jura. Estende-se por uma área de 8,65 km². Em 2010 a comuna tinha 98 habitantes (densidade: 11,3 hab./km²).